# خسرو شهراز
خسرو شهراز (زادهٔ ۵ تیر ۱۳۳۰) بازیگر سینما، تلویزیون و تئاتر ایرانی است.

## فیلم‌شناسی

### سینما
- دخمه (۱۳۹۸)
- خانه روشن به کارگردانی (وحید موسائیان)؛ (۱۳۸۴)
- خواب زده‌ها به کارگردانی (فریدون جیرانی)(۱۳۹۱)
- دلم می خواد به کارگردانی (بهمن فرمان آرا) (۱۳۹۲)
- سه روز و دو شب به کارگردانی (مرجان اشرفی زاده) (۱۳۹۳)
- عاشقت شدم به کارگردانی کاوه عزیزی (۱۳۹۵)
- هیهات (۱۳۹۴)
- ماهی و گربه (۱۳۹۲)
- قصه‌ها (۱۳۹۲)
- چ (فیلم) (۱۳۹۲)
- حق سکوت (۱۳۹۲)
- لارستان ۶:۳۰ بامداد (۱۳۹۱)
- انتهای خیابان هشتم (۱۳۹۰)
- هفت دقیقه تا پاییز (۱۳۸۸)
- چریکه هورام (۱۳۷۸)

### تلویزیون
| سال  | فیلم                | کارگردان           |
| ---- | ------------------- | ------------------ |
| ۱۴۰۴ | ناریا               | جواد و هادی افشار  |
| ۱۴۰۳ | رخنه                | علی غفاری          |
| ۱۴۰۰ | بعد از آزادی        | محمدعلی باشه آهنگر |
| ۱۴۰۰ | در کنار پروانه‌ها    | داریوش یاری        |
| ۱۴۰۰ | گاندو ۲             | جواد افشار         |
| ۱۳۹۹ | ایلدا               | راما قویدل         |
| ۱۳۹۸ | گاندو               | جواد افشار         |
| ۱۳۹۶ | آنام                | جواد افشار         |
| ۱۳۹۶ | نفس                 | جلیل سامان         |
| ۱۳۹۴ | پشت بام تهران       | بهرنگ توفیقی       |
| ۱۳۹۰ | سقوط آزاد           | علیرضا امینی       |
| ۱۳۹۰ | فرات                | مازیار میری        |
| ۱۳۸۲ | معصومیت از دست رفته | داوود میرباقری     |
| ۱۳۵۱ | پژواک               | جمشید شاه محمدی    |

### فیلم تلویزیونی
راه رفتن روی خطوط (۱۳۸۹)

## شبکه نمایش خانگی
- سیاوش (۱۳۹۹، سروش محمدزاده)
- عطسه (۱۳۹۴، مهران مدیری)
- شاهگوش(۱۳۹۲، داوود میرباقری)